# Erik Ezukanma
Chukwuerika Ezukanma, detto Erik (Fort Worth, 25 gennaio 2000), è un giocatore di football americano statunitense che milita nel ruolo di wide receiver per i Miami Dolphins della National Football League (NFL).

## Carriera

### Miami Dolphins
Al college Ezukanma giocò a football a Texas Tech. Fu scelto nel corso del quarto giro (125º assoluto) del Draft NFL 2022 dai Miami Dolphins. Debuttò come professionista subentrando nella gara dell'ultimo turno contro i New York Jets ricevendo un passaggio da 3 yard dal quarterback rookie Skylar Thompson.